# Llista de topònims de Saorra
Llista de topònims (noms propis de lloc) de Saorra (Conflent).
Informació actualitzada per un bot. Els canvis manuals es perdran quan s'actualitzi!

## església
| imatge | Nom                   | Ubicat a | instància de          | Detalls                      | coordenades                                                     | Protecció                   | Commons (més fotos)             | Dades a WD                    |
| ------ | --------------------- | -------- | --------------------- | ---------------------------- | --------------------------------------------------------------- | --------------------------- | ------------------------------- | ----------------------------- |
|        | Sant Cebrià de Saorra | Saorra   | església              |                              | 42° 32′ 00″ N, 2° 21′ 45″ E / 42.533468°N,2.362483°E 676.3 msnm |                             | Église Saint-Cyprien de Sahorre | Modifica les dades a Wikidata |
|        | Sant Esteve de Saorra | Saorra   | església Ús: església | Estil: arquitectura romànica | 42° 32′ 00″ N, 2° 21′ 27″ E / 42.5333°N,2.3576°E 729.8 msnm     | monument històric catalogat | Église Saint-Étienne de Sahorre | Modifica les dades a Wikidata |

## muntanya
| imatge | Nom                   | Ubicat a                                | instància de | Detalls | coordenades                                                             | Protecció | Commons (més fotos) | Dades a WD                    |
| ------ | --------------------- | --------------------------------------- | ------------ | ------- | ----------------------------------------------------------------------- | --------- | ------------------- | ----------------------------- |
|        | Capsola               | Saorra                                  | muntanya     |         | 42° 31′ 11″ N, 2° 20′ 41″ E / 42.519731°N,2.344856°E 1595.9 msnm        |           |                     | Modifica les dades a Wikidata |
|        | Mates Roges           | Castell de Vernet Pi de Conflent Saorra | muntanya     |         | 42° 30′ 11″ N, 2° 23′ 29″ E / 42.503092°N,2.391397°E 1738.5 msnm        |           |                     | Modifica les dades a Wikidata |
|        | Pic de la Penya       | Castell de Vernet Saorra Vernet         | muntanya     |         | 42° 32′ 19″ N, 2° 23′ 06″ E / 42.538586°N,2.385069°E 1060.1 msnm        |           |                     | Modifica les dades a Wikidata |
|        | Pic de la Riudera     | Castell de Vernet Saorra                | muntanya     |         | 42° 31′ 52″ N, 2° 22′ 55″ E / 42.531158°N,2.382083°E 1189.7 msnm        |           |                     | Modifica les dades a Wikidata |
|        | Puig de la Falguerosa | Castell de Vernet Saorra Vernet         | muntanya     |         | 42° 32′ 08″ N, 2° 22′ 54″ E / 42.535525°N,2.3817611111111°E 1123.5 msnm |           |                     | Modifica les dades a Wikidata |
|        | Torre de Goà          | Saorra Castell de Vernet                | muntanya     |         | 42° 31′ 22″ N, 2° 22′ 39″ E / 42.522667°N,2.377506°E 1267 msnm          |           | Torre de Goà (cim)  | Modifica les dades a Wikidata |

## port de muntanya
| imatge | Nom                  | Ubicat a                 | instància de     | Detalls | coordenades                                                      | Protecció | Commons (més fotos) | Dades a WD                    |
| ------ | -------------------- | ------------------------ | ---------------- | ------- | ---------------------------------------------------------------- | --------- | ------------------- | ----------------------------- |
|        | Coll de Creu Mitjana | Castell de Vernet Saorra | port de muntanya |         | 42° 30′ 50″ N, 2° 22′ 55″ E / 42.514019°N,2.38195°E 1179.5 msnm  |           |                     | Modifica les dades a Wikidata |
|        | Coll de Fins         | Escaró Fullà Saorra      | port de muntanya |         | 42° 32′ 22″ N, 2° 20′ 20″ E / 42.539558°N,2.338989°E 896.5 msnm  |           |                     | Modifica les dades a Wikidata |
|        | Coll de Jou          | Castell de Vernet Saorra | port de muntanya |         | 42° 30′ 54″ N, 2° 22′ 51″ E / 42.51505°N,2.380969°E 1129.3 msnm  |           |                     | Modifica les dades a Wikidata |
|        | Coll de Sant Pau     | Pi de Conflent Saorra    | port de muntanya |         | 42° 30′ 24″ N, 2° 21′ 37″ E / 42.506625°N,2.360356°E 992.6 msnm  |           |                     | Modifica les dades a Wikidata |
|        | Coll de Saorra       | Fullà Saorra Vernet      | port de muntanya |         | 42° 32′ 45″ N, 2° 22′ 20″ E / 42.545864°N,2.372361°E 780.1 msnm  |           |                     | Modifica les dades a Wikidata |
|        | Coll de la Mandra    | Pi de Conflent Saorra    | port de muntanya |         | 42° 30′ 29″ N, 2° 22′ 21″ E / 42.508036°N,2.372372°E 1282.5 msnm |           |                     | Modifica les dades a Wikidata |
|        | Coll de les Manxes   | Saorra Vernet            | port de muntanya |         | 42° 32′ 15″ N, 2° 22′ 39″ E / 42.537628°N,2.377583°E 941.2 msnm  |           |                     | Modifica les dades a Wikidata |

## Misc
| imatge | Nom                           | Ubicat a                          | instància de                          | Detalls                                                                 | coordenades | Protecció                     | Commons (més fotos)             | Dades a WD                    |
| ------ | ----------------------------- | --------------------------------- | ------------------------------------- | ----------------------------------------------------------------------- | --- | ----------------------------- | ------------------------------- | ----------------------------- |
|        | Bosc Comunal de Saorra        | Saorra                            | bosc comunal                          | Superfície: 0.73km²                                                     | 42° 30′ 27″ N, 2° 22′ 53″ E / 42.5075°N,2.3813888888889°E                                                                                   |                               |                                 | Modifica les dades a Wikidata |
|        | Bosc Estatal de Tres Estelles | Escaró Saorra                     | bosc estatal                          | Superfície: 9.38km²                                                     | 42° 31′ 20″ N, 2° 19′ 46″ E / 42.522222222222°N,2.3294444444444°E                                                                           |                               |                                 | Modifica les dades a Wikidata |
|        | Castell de Torèn              | Torèn                             | castell                               |                                                                         | 42° 31′ 57″ N, 2° 21′ 43″ E / 42.5325°N,2.3619°E Saorra 937.7 msnm                                                                          |                               |                                 | Modifica les dades a Wikidata |
|        | Pic de Tres Estelles          | Pi de Conflent Saorra Nyer Escaró | cim muntanya                          |                                                                         | 42° 30′ 32″ N, 2° 19′ 24″ E / 42.508771955°N,2.32321679045°E 2099 msnm                                                                      |                               |                                 | Modifica les dades a Wikidata |
|        | Ribera d'Aituà                | Saorra Escaró                     | curs d'aigua                          | Desemboca: Ribera de Vallmarçana Llarg: 4.8km                           | 42° 30′ 40″ N, 2° 19′ 46″ E / 42.511231°N,2.329375°E 42° 32′ 45″ N, 2° 19′ 28″ E / 42.545886°N,2.324517°E                                   |                               |                                 | Modifica les dades a Wikidata |
|        | Rotjà                         | Pi de Conflent Saorra Fullà       | riu                                   | Desemboca: Tet Llarg: 23km                                              | 42° 25′ 53″ N, 2° 20′ 07″ E / 42.43148333333333°N,2.335386111111111°E 42° 34′ 59″ N, 2° 21′ 19″ E / 42.58317777777778°N,2.355138888888889°E |                               |                                 | Modifica les dades a Wikidata |
|        | Santa Creu de Torèn           | Saorra                            | església parroquial                   | Estil: arquitectura romànica Anomenat per: Veracreu Dedicat a: Veracreu | 42° 32′ 03″ N, 2° 21′ 03″ E / 42.534166666667°N,2.3508333333333°E Torèn 886.9 msnm                                                          |                               | Église Sainte-Croix de Thorrent | Modifica les dades a Wikidata |
|        | Torre de Goà                  | Saorra Castell de Vernet          | torre                                 |                                                                         | 42° 31′ 22″ N, 2° 22′ 38″ E / 42.5227°N,2.3773°E 1264 msnm                                                                                  | monument històric inventariat | Tour de Goa                     | Modifica les dades a Wikidata |
|        | Torèn                         | Saorra Pirineus Orientals         | municipi francès                      |                                                                         | 42° 31′ 56″ N, 2° 20′ 57″ E / 42.5323°N,2.3493°E 279.6 msnm                                                                                 |                               | Thorrent                        | Modifica les dades a Wikidata |
|        | casa de la vila de Saorra     | Saorra                            | instal·lació Ús: seu del govern local |                                                                         | 42° 32′ 03″ N, 2° 21′ 35″ E / 42.5342550583703°N,2.35962433718169°E fr:66360 SAHORRE                                                        |                               | Town hall of Sahorre            | Modifica les dades a Wikidata |